# LOVE IS LIKE A ROCK'N'ROLL
『LOVE IS LIKE A ROCK'N'ROLL』（ラブ・イズ・ライク・ア・ロックンロール）は、a flood of circleの4枚目のアルバム。

## 概要
- HISAYO加入後、初のフル・アルバム。
- キャッチコピーは「愛とロックで未来をつかむ」。
- ジャケットは曲名が書き込まれた新宿LOFTの青い壁に、佐々木のブラックファルコンを立てかけている。
- このリリースに先駆け、TSUTAYA限定レンタル・ミニアルバム『RENTAL LOVE WAS LIKE A ROCK'N'ROLL 〜借り物の愛〜』がレンタル開始された。「Blood Red Shoes」「I Love You」「Sweet Home Battle Field」「Hide & Seek Blues」「Miss X Day」「賭け (Bet! Bet! Bet!)」が収録された[1]。
- 先行シングル「I LOVE YOU」とのダブル購入者特典として、2012年2月12日に下北沢SHELTERでの「6周年突入メモリアル・ワンマンライブ」に抽選で招待する企画が行われた。その日のタイトルは6年前、昼間のオーディションライブで初ステージを踏んだことにちなみ「a flood of circle 6th Anniversary Oneman Live "LOVE IS LIKE A AUDITION -AFOCの逆襲-"」。
- HISAYO加入後最初にリリースした「Miss X DAY」は、前作「ZOOMANITY」を引きずっていると判断し、アルバムにはあえて入れなかった[2]。
- 「感光」は東日本大震災が起こった次の日の朝に書かれた[3]。
- 「The Beautiful Monkeys」のMVは、撮影前日の深夜、突然オフィシャルTwitterでエキストラの募集が行われ「ガンガン酒を飲んで暴れまくってくれる人限定」という呼びかけがなされた。ディレクターは加藤マニ[4]。

## 収録曲
1. I LOVE YOU - 04:11
2. Blood Red Shoes  - 04:04
3. Whisky Bon-Bon  - 03:35
4. Sweet Home Battle Field  - 04:04
5. 賭け (Bet! Bet! Bet!)  - 02:54
6. Hide & Seek Blues  - 05:53
7. YU-REI Song  - 01:38
8. Boy - 03:55
9. The Beautiful Monkeys  - 02:47
10. King Cobra Twist 〜-session4#6- - 03:42
11. 感光  - 05:20

### 初回限定盤DVD
1. I LOVE YOU (Video Clip)  -
2. Blood Red Shoes (Video Clip)  -
3. Miss X DAY (Live Video Clip)  -
4. Sweet Home Battle Field (Live Video Clip)  -